# Língua frísia
As línguas frísias, também conhecida como frisãs, são uma família linguística anglo-frísia, sendo os idiomas mais próximos das línguas inglesas por uma séria de metaplasmos comuns. São faladas nos Países Baixos e em partes da Alemanha.

## História
Os registros mais antigos em Frisão (ou Frísio, Frisco e Frison) procedem do século XIII, ainda que os documentos oficiais neles contidos devam ter sido provavelmente escritos no século XI, na variante denominada antigo frisão, que até 1550 se desenvolve até o médio frisão e a partir de 1800 passa ao moderno frisão até os dias atuais.
O frisão é a língua mais próxima do inglês, pertencendo ao grupo anglo-frisão, dentro do ramo ocidental das línguas germânicas. Possui palavras parecidas com as inglesas,  como "doze" (tolve em frísio ocidental, twelve em inglês) ou o pronome da 3ª pessoa do singular "ele" (hy em frísio ocidental, he em inglês).
Desde o começo do século XIX parecia que a língua se extinguiria ante o avanço do neerlandês e do baixo alemão, mas com o romantismo próprio deste século surgiu um renovado interesse na vida local e se criaram sociedades para preservação da língua e da cultura frisã. A princípio lentamente, os objetivos deste movimento foram dando certo, especialmente na província da Frísia (ofícial e no frísio ocidental: Fryslân; em neerlandês: Friesland), nos Países Baixos, onde em 1937 a língua foi aceita como opcional nas escolas primárias. Foi fundada uma Academia Frisã em 1938, publicando-se em 1943 a primeira tradução da Bíblia. Em 1955 a língua foi aprovada como língua de ensino primordial na educação primária e em 1956 foi aprovado o uso do frisão nos tribunais.
Apesar desta gradual ressurreição do frisão, o neerlandês segue sendo a língua primordial na província da Frísia. Quase todo o ensino se dá em neerlandês e os jornais são escritos também em holandês ainda que contenham artigos ocasionais em frisão. Também a maior parte dos programas de rádio e televisão são em neerlandês. Existe um entusiasta movimento literário frisão mas suas obras não têm muita difusão. Mas ainda que o frisão siga sendo usado amplamente como língua oral quotidiana, observa-se um crescente uso do frisão neerlandês que contém numerosos préstimos do neerlandês normativo.
A posição do frisão oriental e do frisão setentrional nas regiões alemãs é muito mais débil, usando-se apenas como um dialeto local comparável aos muitos dialetos do baixo alemão dos arredores.

## Dados
A maioria dos falantes de frisão são bilíngues em neerlandês (ocidental), baixo e alto alemão (oriental e setentrional) e inclusive em dialeto juto do dinamarquês (frisão setentrional). Cada uma das variantes está em declive, sendo a mais ameaçada a oriental e a menos a ocidental. Nas últimas décadas se tem feito esforços para preservar a língua e se tem publicado um dicionário para a variante oriental, uma publicação regular para a setentrional e programas de rádio e televisão para a ocidental. O frisão é falado tradicionalmente em It Bilt, uma região conquistada ao mar no século XVI e colonizada por fazendeiros neerlandeses.

## Dialetos
O frisão moderno tem três variantes mutuamente ininteligíveis entre si:
- Ocidental – Maior idioma. Diversos dialetos falados na província da Frísia por 70% dos habitantes e na municipalidade de De Marne, na Groninga, nos Países Baixos, como forte língua provincial, apesar do bilingualismo com o neerlandês.[1]
- Setentrional – Falado na costa de Schleswig-Holstein entre os rios Eider e Wiedau, como em várias ilhas alemãs adjacentes. Uso restrito a gerações mais antigas. Alguns dialetos atestados.[2]
- Oriental – Falado em partes da Baixa Saxônia, sem dialetos atestados. Em transição para o alemão.[3]

## Fonética
Já desde o princípio o frisão antigo mostra características que o distinguem junto com o inglês das demais línguas germânicas. Entre as mesmas estão a perda do som nasal f, Þ, e s, a palatalização do protogermânico k antes de vogais frontais e de j e a palatalização do protogermânico g antes de vogais frontais. Ademais, o antigo frisão mostra palatalização dom som de gg do protogermânico g antes de j.